# Wereldkampioenschappen veldrijden - Mannen elite
De categorie mannen elite staat sedert 1950 op het programma van de wereldkampioenschappen veldrijden.

## Geschiedenis
Het eerste wereldkampioenschap veldrijden werd verreden in 1950 en kende een Frans drietal op het erepodium, met goud voor Jean Robic, zilver voor Roger Rondeaux en brons voor Pierre Jodet. Ook in 1951 en 1953 waren de Franse veldrijders dominant met drie podiumplaatsen.
Vanaf het einde van de jaren 60 begon België de wereldkampioenschappen te domineren. Erik De Vlaeminck werd tussen 1966 en 1973 zeven keer wereldkampioen. Sindsdien bezette België op zes wereldkampioenschappen het volledige erepodium.

## Medaillewinnaars
| Jaar | Plaats              | Goud                 | Zilver                 | Brons                  |
| 2027 | Oostende            |                      |                        |                        |
| 2026 | Hulst               |                      |                        |                        |
| 2025 | Liévin              | Mathieu van der Poel | Wout van Aert          | Thibau Nys             |
| 2024 | Tábor               | Mathieu van der Poel | Joris Nieuwenhuis      | Michael Vanthourenhout |
| 2023 | Hoogerheide         | Mathieu van der Poel | Wout van Aert          | Eli Iserbyt            |
| 2022 | Fayetteville        | Tom Pidcock          | Lars van der Haar      | Eli Iserbyt            |
| 2021 | Oostende            | Mathieu van der Poel | Wout van Aert          | Toon Aerts             |
| 2020 | Dübendorf           | Mathieu van der Poel | Tom Pidcock            | Toon Aerts             |
| 2019 | Bogense             | Mathieu van der Poel | Wout van Aert          | Toon Aerts             |
| 2018 | Valkenburg          | Wout van Aert        | Michael Vanthourenhout | Mathieu van der Poel   |
| 2017 | Bieles              | Wout van Aert        | Mathieu van der Poel   | Kevin Pauwels          |
| 2016 | Zolder              | Wout van Aert        | Lars van der Haar      | Kevin Pauwels          |
| 2015 | Tábor               | Mathieu van der Poel | Wout van Aert          | Lars van der Haar      |
| 2014 | Hoogerheide         | Zdeněk Štybar        | Sven Nys               | Kevin Pauwels          |
| 2013 | Louisville          | Sven Nys             | Klaas Vantornout       | Lars van der Haar      |
| 2012 | Koksijde            | Niels Albert         | Rob Peeters            | Kevin Pauwels          |
| 2011 | St. Wendel          | Zdeněk Štybar        | Sven Nys               | Kevin Pauwels          |
| 2010 | Tábor               | Zdeněk Štybar        | Klaas Vantornout       | Sven Nys               |
| 2009 | Hoogerheide         | Niels Albert         | Zdeněk Štybar          | Sven Nys               |
| 2008 | Treviso             | Lars Boom            | Zdeněk Štybar          | Sven Nys               |
| 2007 | Hooglede-Gits       | Erwin Vervecken      | Jonathan Page          | Enrico Franzoi         |
| 2006 | Zeddam              | Erwin Vervecken      | Bart Wellens           | Francis Mourey         |
| 2005 | St. Wendel          | Sven Nys             | Erwin Vervecken        | Sven Vanthourenhout    |
| 2004 | Pontchâteau         | Bart Wellens         | Mario De Clercq        | Sven Vanthourenhout    |
| 2003 | Monopoli            | Bart Wellens         | Mario De Clercq        | Erwin Vervecken        |
| 2002 | Zolder              | Mario De Clercq      | Tom Vannoppen          | Sven Nys               |
| 2001 | Tábor               | Erwin Vervecken      | Petr Dlask             | Mario De Clercq        |
| 2000 | Sint-Michielsgestel | Richard Groenendaal  | Mario De Clercq        | Sven Nys               |
| 1999 | Poprad              | Mario De Clercq      | Erwin Vervecken        | Adrie van der Poel     |
| 1998 | Middelfart          | Mario De Clercq      | Erwin Vervecken        | Henrik Djernis         |
| 1997 | München             | Daniele Pontoni      | Thomas Frischknecht    | Luca Bramati           |
| 1996 | Montreuil           | Adrie van der Poel   | Daniele Pontoni        | Luca Bramati           |
| 1995 | Eschenbach          | Dieter Runkel        | Richard Groenendaal    | Beat Wabel             |
| 1994 | Koksijde            | Paul Herygers        | Richard Groenendaal    | Erwin Vervecken        |
| 1993 | Corva               | Dominique Arnould    | Mike Kluge             | Wim de Vos             |
| 1992 | Leeds               | Mike Kluge           | Karel Camrda           | Adrie van der Poel     |
| 1991 | Gieten              | Radomír Šimůnek      | Adrie van der Poel     | Bruno Lebras           |
| 1990 | Getxo               | Henk Baars           | Adrie van der Poel     | Bruno Lebras           |
| 1989 | Pontchâteau         | Danny De Bie         | Adrie van der Poel     | Christophe Lavainne    |
| 1988 | Hägendorf           | Pascal Richard       | Adrie van der Poel     | Beat Breu              |
| 1987 | Mladá Boleslav      | Klaus-Peter Thaler   | Danny De Bie           | Christophe Lavainne    |
| 1986 | Lembeek             | Albert Zweifel       | Pascal Richard         | Hennie Stamsnijder     |
| 1985 | München             | Klaus-Peter Thaler   | Adrie van der Poel     | Claudy Michely         |
| 1984 | Oss                 | Roland Liboton       | Hennie Stamsnijder     | Albert Zweifel         |
| 1983 | Birmingham          | Roland Liboton       | Albert Zweifel         | Klaus-Peter Thaler     |
| 1982 | Lanarvily           | Roland Liboton       | Albert Zweifel         | Hennie Stamsnijder     |
| 1981 | Tolosa              | Hennie Stamsnijder   | Roland Liboton         | Albert Zweifel         |
| 1980 | Wetzikon            | Roland Liboton       | Klaus-Peter Thaler     | Hennie Stamsnijder     |
| 1979 | Saccolongo          | Albert Zweifel       | Gilles Blaser          | Robert Vermeire        |
| 1978 | Amorebieta          | Albert Zweifel       | Peter Frischknecht     | Klaus-Peter Thaler     |
| 1977 | Hannover            | Albert Zweifel       | Peter Frischknecht     | Erik De Vlaeminck      |
| 1976 | Chazay-d'Azergues   | Albert Zweifel       | Peter Frischknecht     | André Wilhelm          |
| 1975 | Melchnau            | Roger De Vlaeminck   | Albert Zweifel         | Peter Frischknecht     |
| 1974 | Vera de Bidasoa     | Albert Van Damme     | Roger De Vlaeminck     | Peter Frischknecht     |
| 1973 | Londen              | Erik De Vlaeminck    | André Wilhelm          | Rolf Wolfshohl         |
| 1972 | Praag               | Erik De Vlaeminck    | Rolf Wolfshohl         | Herman Gretener        |
| 1971 | Apeldoorn           | Erik De Vlaeminck    | Albert Van Damme       | René De Clercq         |
| 1970 | Zolder              | Erik De Vlaeminck    | Albert Van Damme       | Rolf Wolfshohl         |
| 1969 | Magstadt            | Erik De Vlaeminck    | Rolf Wolfshohl         | Renato Longo           |
| 1968 | Luxemburg           | Erik De Vlaeminck    | Herman Gretener        | Michel Pelchat         |
| 1967 | Zürich              | Renato Longo         | Rolf Wolfshohl         | Herman Gretener        |
| 1966 | Beasain             | Erik De Vlaeminck    | Herman Gretener        | Rolf Wolfshohl         |
| 1965 | Cavaria             | Renato Longo         | Rolf Wolfshohl         | Amerigo Severini       |
| 1964 | Overboelare         | Renato Longo         | Roger De Clercq        | Joseph Mahé            |
| 1963 | Calais              | Rolf Wolfshohl       | Renato Longo           | André Dufraisse        |
| 1962 | Esch-sur-Alzette    | Renato Longo         | Maurice Gandolfo       | André Dufraisse        |
| 1961 | Hannover            | Rolf Wolfshohl       | Renato Longo           | André Dufraisse        |
| 1960 | Tolosa              | Rolf Wolfshohl       | Arnold Hungerbühler    | Robert Aubry           |
| 1959 | Genève              | Renato Longo         | Rolf Wolfshohl         | Amerigo Severini       |
| 1958 | Limoges             | André Dufraisse      | Amerigo Severini       | Rolf Wolfshohl         |
| 1957 | Edelare             | André Dufraisse      | Firmin Van Kerrebroeck | Georges Meunier        |
| 1956 | Luxemburg           | André Dufraisse      | Georges Meunier        | Emanuele Plattner      |
| 1955 | Saarbrücken         | André Dufraisse      | Hans Bieri             | Amerigo Severini       |
| 1954 | Gallarate           | André Dufraisse      | Pierre Jodet           | Hans Bieri             |
| 1953 | Oñate               | Roger Rondeaux       | Gilbert Bauvin         | André Dufraisse        |
| 1952 | Genève              | Roger Rondeaux       | André Dufraisse        | Albert Meier           |
| 1951 | Luxemburg           | Roger Rondeaux       | André Dufraisse        | Pierre Jodet           |
| 1950 | Parijs              | Jean Robic           | Roger Rondeaux         | Pierre Jodet           |

## Medaillespiegel
| Plaats | Land                | Goud | Zilver | Brons | Totaal |
| ------ | ------------------- | ---- | ------ | ----- | ------ |
| 1      | België              | 30   | 26     | 25    | 81     |
| 2      | Nederland           | 12   | 12     | 9     | 33     |
| 3      | Frankrijk           | 10   | 8      | 16    | 34     |
| 4      | Zwitserland         | 7    | 13     | 11    | 31     |
| 5      | Duitsland           | 6    | 7      | 6     | 19     |
| 6      | Italië              | 6    | 4      | 7     | 17     |
| 7      | Tsjechië            | 4    | 4      | 0     | 8      |
| 8      | Verenigd Koninkrijk | 1    | 1      | 0     | 2      |
| 9      | Verenigde Staten    | 0    | 1      | 0     | 1      |
| 10     | Denemarken          | 0    | 0      | 1     | 1      |
| 10     | Luxemburg           | 0    | 0      | 1     | 1      |
| Totaal | Totaal              | 76   | 76     | 76    | 228    |

| Plaats | Naam                 | Goud | Zilver | Brons | Totaal |                                          |
| ------ | -------------------- | ---- | ------ | ----- | ------ | ---------------------------------------- |
| 1      | Mathieu van der Poel | 7    | 1      | 1     | 9      | 2015, 2019, 2020, 2021, 2023, 2024, 2025 |
| 2      | Eric De Vlaeminck    | 7    | 0      | 1     | 8      | 1966, 1968, 1969, 1970, 1971, 1972, 1973 |
| 3      | Albert Zweifel       | 5    | 3      | 2     | 10     | 1976, 1977, 1978, 1979, 1986             |
| 4      | André Dufraisse      | 5    | 2      | 4     | 11     | 1954, 1955, 1956, 1957, 1958             |
| 5      | Renato Longo         | 5    | 2      | 1     | 8      | 1959, 1962, 1964, 1965, 1967             |
| 6      | Roland Liboton       | 4    | 1      | 0     | 5      | 1980, 1982, 1983, 1984                   |
| 7      | Rolf Wolfshohl       | 3    | 5      | 4     | 12     | 1960, 1961, 1963                         |
| 8      | Wout van Aert        | 3    | 5      | 0     | 8      | 2016, 2017, 2018                         |
| 9      | Erwin Vervecken      | 3    | 3      | 2     | 8      | 2001, 2006, 2007                         |
| 9      | Mario De Clercq      | 3    | 3      | 1     | 7      | 1998, 1999, 2002                         |
| 11     | Zdeněk Štybar        | 3    | 2      | 0     | 5      | 2010, 2011, 2014                         |
| 12     | Roger Rondeaux       | 3    | 1      | 0     | 4      | 1951, 1952, 1953                         |
| 13     | Sven Nys             | 2    | 2      | 5     | 9      | 2005, 2013                               |
| 14     | Klaus-Peter Thaler   | 2    | 1      | 2     | 5      | 1985, 1987                               |
| 15     | Bart Wellens         | 2    | 1      | 0     | 3      | 2003, 2004                               |
| 16     | Niels Albert         | 2    | 0      | 0     | 2      | 2009, 2012                               |

Bijgewerkt op 2 februari 2025.
1950 · 
1951 · 
1952 · 
1953 · 
1954 · 
1955 · 
1956 · 
1957 · 
1958 · 
1959 · 
1960 · 
1961 · 
1962 · 
1963 · 
1964 · 
1965 · 
1966 · 
1967 · 
1968 · 
1969 · 
1970 · 
1971 · 
1972 · 
1973 · 
1974 · 
1975 · 
1976 · 
1977 · 
1978 · 
1979 · 
1980 · 
1981 · 
1982 · 
1983 · 
1984 · 
1985 · 
1986 · 
1987 · 
1988 · 
1989 · 
1990 · 
1991 · 
1992 · 
1993 · 
1994 · 
1995 · 
1996 · 
1997 · 
1998 · 
1999 · 
2000 · 
2001 · 
2002 · 
2003 · 
2004 · 
2005 · 
2006 · 
2007 · 
2008 · 
2009 · 
2010 · 
2011 · 
2012 · 
2013 · 
2014 · 
2015 · 
2016 · 
2017 · 
2018 · 
2019 ·
2020 ·
2021 ·
2022 ·
2023 ·
2024 ·
2025
1950 · 
1951 · 
1952 · 
1953 · 
1954 · 
1955 · 
1956 · 
1957 · 
1958 · 
1959 · 
1960 · 
1961 · 
1962 · 
1963 · 
1964 · 
1965 · 
1966 · 
1967 · 
1968 · 
1969 · 
1970 · 
1971 · 
1972 · 
1973 · 
1974 · 
1975 · 
1976 · 
1977 · 
1978 · 
1979 · 
1980 · 
1981 · 
1982 · 
1983 · 
1984 · 
1985 · 
1986 · 
1987 · 
1988 · 
1989 · 
1990 · 
1991 · 
1992 · 
1993 · 
1994 · 
1995 · 
1996 · 
1997 · 
1998 · 
1999 · 
2000 · 
2001 · 
2002 · 
2003 · 
2004 · 
2005 · 
2006 · 
2007 · 
2008 · 
2009 · 
2010 · 
2011 · 
2012 · 
2013 · 
2014 · 
2015 · 
2016 · 
2017 · 
2018 · 
2019 ·
2020 ·
2021 ·
2022 ·
2023 ·
2024 ·
2025

Categorieën

Mannen elite · 
vrouwen elite · 
mannen beloften · 
vrouwen beloften · 
jongens junioren · 
meisjes junioren · 
gemengde estafette

Voormalig:
mannen amateurs